# Gerhard Gensch
Hans Gerhard Gensch (* 1950 in Fürth) ist ein deutscher Publizist, Kommunikationswissenschaftler und Musikkurator.

## Leben
Gerhard Gensch wuchs im fränkischen Fürth auf. Nach Musikstudien u. a. am Konservatorium Nürnberg arbeitete er als Redakteur in Karlsruhe und Frankfurt am Main. Von 1980 bis 1984 studierte er Journalistik und Kommunikationswissenschaft an der Freien Universität Berlin, wo er mit einer Arbeit zur Nachrichtenwert-Theorie promovierte (2000). Von 1984 bis 1988 war er Lecturer im Southern African News Agency Development Project der UNESCO in Zambia und Botswana und anschließend Chefredakteur des epd-Landesdienstes in Frankfurt am Main.
Von 1999 bis 2015 war Gensch an der Donau-Universität Krems (Österreich) tätig, wo er den Zentralbereich Kommunikation und ab 2003 das Zentrum für zeitgenössische Musik leitete. Er entwickelte den ersten europäischen Masterstudiengang Musikmanagement, begründete 2008 den Austrian Mobile Music Day und war außerdem Mitglied in der Jury Musik des österreichischen „ImpulsProgramms creativwirtschaft“.
Von 2002 bis 2015 war er Kurator von Campus Cultur  der Donau-Universität Krems. In dieser Funktion baute Gensch im Auftrag des Präsidenten der Universität, Werner Fröhlich, ein umfangreiches Kunst- und Kulturangebot auf, das auch Interessierten aus der Region offenstand. 2004 berief die Universität erstmals einen Artist in Residence: die argentinische Bildhauerin Lucia Figueroa.
2011 gründete Gensch in der Wachau das Festival „Kunst in der Kartause“, das er bis 2016 als künstlerischer Leiter verantwortete. Die 1380 gestiftete Kartause Aggsbach ist eine von drei Kartausen in Österreich und von großer kirchen- und kulturgeschichtlicher Bedeutung. Gefördert wurde das Festival mit den Schwerpunkten Musik, Literatur und Tanzchoreografie vom Land Niederösterreich und dem Bundeskanzleramt Wien.
Gensch übte eine langjährige Lehrtätigkeit u. a. an Universitäten in Lettland, Indonesien und Deutschland aus. 2013 wurde er von der Stradiņš-Universität Riga (Lettland) mit der Ehrendoktorwürde ausgezeichnet.
Von 2004 bis 2015 war Gensch Vorstandsmitglied der Ernst Krenek Institut Privatstiftung. Seit 2018 ist er Vorsitzender der Eduard-Erdmann-Gesellschaft e.V.

## Schriften und Herausgaben (Auswahl)
- Topos. Mit Fotos von Peter Danninger. Fox Produktionen Traude Aubeck, Rastatt 1976, ISBN 3-921403-10-3.
- Ernte in den Dünen. Bahn Verlag, Konstanz 1980, ISBN 3-7621-7305-2.
- Organisationsspezifische Bestimmungsfaktoren der Informationsauswahl und Informationsaufbereitung kirchlicher Pressedienste und Nachrichtenagenturen. Eine Fallstudie zum epd-Basisdienst. Berlin 2000 (Dig. Diss.)
- mit Ileana Alvarado V. (Hrsg.): Hernán Arevalo, A Todo Color. Zeitgenössische lateinamerikanische Kunst im Profil, Edition Donau-Universität Krems/San José Studio, Krems 2008, ISBN 978-9968-46-124-5.
- mit Werner Fröhlich (Hrsg.): Nuevos Territorios, Lateinamerikanische Kunst der Gegenwart an der Donau-Universität Krems. Edition Donau-Universität Krems, 2004, ISBN 3-9501777-6-0.
- mit Eva Maria Stöckler und Peter Tschmuck (Hrsg.): Musikrezeption, Musikdistribution und Musikproduktion. Der Wandel des Wertschöpfungsnetzwerks in der Musikwirtschaft. Gabler Edition Wissenschaft, Wiesbaden 2008, ISBN 978-3-8350-0913-4.
- mit Herbert Bruhn: Musik und Kaufverhalten, Österreichstudie zur Hintergrundmusik im Verkaufsbereich, AKM, Wien 2009.
- mit Matthias Henke (Hrsg.): Mechanismen der Macht. Friedrich Cerha und sein musikdramatisches Werk. Studienverlag, Innsbruck 2016, ISBN 978-3-7065-5196-0.
- mit Werner Grünzweig (Hrsg.): Eduard Erdmann. Akademie der Künste, Berlin, Archive zur Musik des 20. und 21. Jahrhunderts, Band 15, von Bockel Verlag, Neumünster 2018, ISBN 978-3-95675-024-3.

## Hörstücke (Auswahl)
- Topografie einer Ehe. Saarländischer Rundfunk/Hörspielstudio, Saarbrücken 1976
- Mattstall oder Der Faschismus der Gourmets. Neun Elsässische Dorfskizzen, Süddeutscher Rundfunk/Studio für moderne Literatur, Stuttgart 1980
- Landschaft im Gegenlicht. Ein Film zum Hören, Süddeutscher Rundfunk/Studio für moderne Literatur, Stuttgart 1980
- Maginot. Süddeutscher Rundfunk, Studio für moderne Literatur, 1980